# Arsenura cymonia
Arsenura cymonia är en fjärilsart som beskrevs av Rothschild 1907. Arsenura cymonia ingår i släktet Arsenura och familjen påfågelsspinnare. Inga underarter finns listade i Catalogue of Life.